# El Mirón
El Mirón es un municipio y localidad española de la provincia de Ávila, en la comunidad autónoma de Castilla y León. El término municipal tiene una población de 98 habitantes (INE 2024).

## Geografía
El municipio tiene una superficie de 31,08 km² y pertenece al partido judicial de Piedrahíta. 

## Historia
Hacia mediados del siglo XIX, el lugar tenía contabilizada una población de 351 habitantes. La localidad aparece descrita en el decimoprimer volumen del Diccionario geográfico-estadístico-histórico de España y sus posesiones de Ultramar de Pascual Madoz de la siguiente manera:

MIRON (el): v. con ayunt. de la prov. y dióc. de Avila (10 leg.), parr. jud. de Piedrahita (2), aud. terr. de Madrid (30), c. g. de Castilla la Vieja (Valladolid 26). sit. en una montaña escarpada, y en terreno bastante elevado; la combaten todos los vientos y su clima es sano; padeciéndose por lo comun algunas pulmonias: tiene sobre 114 casas de mediana construccion, distribuidas en varias calles y una plaza: hay casa de ayunt., cárcel, un castillo muy deteriorado, escuela de instruccion primaria comun á ambos sexos á la que concurren 33 alumnos que se hallan á cargo de un maestro dotado con 2,200 rs; y una igl. parr. (San Pedro Apóstol) servida por un párroco cuyo curato es de primer ascenso y de provision ordinaria; tiene por anejos á la Aldea del Abad, Collado, y Navahermosa: hay una ermita (Ntra. Sra. de las Callejas) de propiedad del pueblo: los vecinos se surten de aguas potables de una fuente que hay dentro de la v. y de otras varias esparcidas por el térm.; este confina N. Aldealabad del Miron; E. Navahermosa; S. Gallegos, y O. Valdemolinos: se estiende de 1 á 3/4 de leg. poco mas ó menos en todas direcciones; y comprende un desp. titulado Naharros; un monte de encina y roble, bastante poblado y diferentes prados naturales: el terreno es de mediana calidad. caminos: los que dirigen á los pueblos limítrofes en mal estado: el correo se recibe de Piedrahita por el primero que se presenta á recogerlo, los sábados y miércoles, y salen los jueves y domingos. prod.: trigo, cebada, centeno, bellotas, patatas, garbanzos y otras legumbres: mantiene abundante ganado lanar, vacuno y de cerda; y caza de conejos, liebres, perdices y otras aves. ind. y comercio: la agrícola, un molino de viento grangeria, hilados al torno, fáb. de paños bastos, la venta de las lanas y algunos frutos sobrantes, y la importacion de los art. de que carece. pobl.: 90 vec., 351 alm. cap. prod.; 597,982 rs. imp. 23,808. ind. y fab. 1,100. contr. 5,705 rs., con 7 mrs.
(Madoz, 1848, p. 440)

## Demografía
El Mirón cuenta con una población de 98 habitantes (INE 2024).
| Gráfica de evolución demográfica de El Mirón entre 1857 y 2021 |
| |
| Población de derecho según los censos de población del INE. Población de hecho según los censos de población del INE.Entre el censo de 1920 y el anterior, crece el término del municipio porque incorpora a Aldealabad del Mirón. |

## Patrimonio
En la localidad se encuentran las ruinas del castillo de El Mirón, también llamado Castillo de los Moros.